# Kenntnis (Strafrecht)
Kenntnis im Sinne des deutschen Strafrechts ist ein Merkmal des Vorsatzes. Bedeutung erlangt Kenntnis bei den vorsätzlichen Begehungsdelikten im Zusammenhang mit dem Willen zur Tatbestandsverwirklichung.
Der Wille zur Tatbestandsverwirklichung, der sich in den Formen der Absicht, des direkten beziehungsweise bedingten Vorsatzes manifestieren kann, muss in Kenntnis aller objektiven Tatbestandsmerkmale einschließlich der Kausalitätsbeziehungen (Wissen) gebildet sein, um strafrelevant zu werden. Aus diesem Zusammenhang heraus gedacht, ergibt sich die häufig verwendete Kurzformel für die Beschreibung des Vorsatzes: „Wissen und Wollen der Tatbestandsverwirklichung.“
Die Kenntnis umfasst somit die Tatumstände und ihre Bedeutung. Bei normativen Tatbestandsmerkmalen genügt Kenntnis des rechtlich-sozialen Bedeutungsgehalts, wie er parallelgewertet in der Laiensphäre verstanden wird. Erforderlich ist grundsätzlich aktuelles Wissen, dabei aber genügt sachgedankliches Mitbewusstsein oder allgemein verfügbares Begleitwissen. Der sich aus den Willens- und Kenntniskomponenten zusammensetzende Vorsatz zur Straftat muss bei Vornahme der Ausführungshandlung, damit ist der maßgebliche Zeitpunkt bestimmt, vorliegen.
Im Falle des Vorliegens eines Tatbestandsirrtums gemäß § 16 Abs. 1 StGB, kann Kenntnis und damit der Vorsatz ausgeschlossen sein. Kenntnis und willentliches Handeln sind auch im Rahmen der Rechtswidrigkeit von Belang, da sich die Merkmale nach herrschender Meinung auch auf das Vorliegen eines geltend gemachten Rechtfertigungsgrundes (etwa Notwehr) beziehen müssen. Erst dann kann von der Rechtsfolge der Straffreiheit aufgrund eines objektiven Rechtfertigungsgrundes ausgegangen werden.